# Gi-Fi
Gi-Fi o Gigabit Wireless es el primer transceptor integrado en un único chip que funciona a 60 GHz basado en tecnología CMOS. Permitirá la transferencia de audio y vídeo de forma inalámbrica a velocidades de hasta 5 gigabits por segundo, diez veces la tasa máxima actual de transferencia inalámbrica, con un coste diez veces menor.
Ha sido desarrollado por los laboratorios de NICTA (National ICT Australia Limited) ubicados en la Universidad de Melbourne.